# Fodor Annamária
Fodor Annamária (Budapest, 1980. szeptember 17. –) magyar színésznő, bábszínésznő.

## Életpályája
2004-ben végzett a Színház- és Filmművészeti Egyetem báb-osztályán. 2005-ben Rudolf Péter hívta az Új Színházba, miután látta az egyik negyedéves vizsgaelőadásban. Itt első alakítása Szép Ernő Vőlegény című darabjában volt, Duci szerepében. 2012–2018 között a Thália Színház szerződtetett színésznője volt. 2018–2019-ben szabadúszó volt. 2019-től a Pintér Béla Társulat tagja.
2010-ben Mátyássy Áron Filmszemle-díjas sorozatában, az Átokban Emmát alakította, 2011-ben pedig a Beugró Plusz című műsorban is szerepelt, a második fordulóig jutott. 2012-ben már a Magyar Televízió saját gyártású sorozatának, a Munkaügyeknek egyik főszereplője.
Első színházi rendezése, a Babák 2012 tavaszán került bemutatásra a Budapesti Bábszínházban.

## Szerepeiből

### Színház
A Színházi adattárban regisztrált bemutatóinak száma: 22.
- Férfiagy, avagy nincs itt valami ellentmondás? (Thália Színház, 2013) – közreműködő
- Balkán kobra (Thália Színház, 2013) – Tonka
- A humor forrása (Mikroszkóp Színpad 2012)
- Váltságdíj (Neptun Brigád 2012) – Laura
- Don Carlos (Új Színház 2011) – Mondecar márkinő
- Erdő (Új Színház 2011) – Ulita
- Kávé habbal (Új Színház 2010) – Lola
- Ovibrader, péniszdialógok (Thália Színház 2010)
- Diploma előtt (Madách Színház 2010) – Elaine
- A szív bűnei (Új Színház 2010) – Chick
- Kádár Kata Revü (Vaskakas Bábszínház 2009) – Cseléd
- Szonya (Új Színház 2008) – Szonya
- Veszedelmes Viszonyok (Új Színház) – Cécile de Volanges
- Világszép nádszálkisasszony (Neptun Brigád 2009) – Világszépe
- Még egyszer hátulról (Új Színház 2004) – Brooke

### Film
- Szenvedélyes nők (2025)
- A renitens (sorozat, 2025)
- És mi van Tomival? (2024)
- Bátrak földje (sorozat, 2020)
- A tanár (sorozat, 2019)
- Testről és lélekről (2017)
- Kossuthkifli (2015)
- Munkaügyek (színes, magyar vígjátéksorozat, 2012–2017)
- Finálé (szín., magyar kisjátékfilm, 2012)
- Nejem, nőm, csajom (2012)
- Prélude (színes magyar rövidfilm, 2011)
- Ábel (színes magyar rövidfilm, 2011)
- Átok 2. (színes, magyar filmsorozat, 2011)
- Hangyatérkép (magyar filmetűd)
- Line Knutzon: " Közeleg az idő" (komédia)
- Mennyei béke (magyar kisjátékfilm)
- MAB (színes, magyar thrillersorozat, 2010)
- Átok (magyar játékfilm, 2009)
- Poligamy (magyar romantikus vígjáték, 2009)
- Valami Amerika 2. (színes, magyar vígjáték, 2008)
- Fordítva (magyar kisjátékfilm, 2008)
- Üvegtigris 2. (magyar vígjáték, 2006)
- Szoknya (magyar kisjátékfilm, 2006)
- Keleti PU (tévéjáték, 2010)

## Díjai, elismerései
- Paulay Ede-díj (2009)